# Tibor Halilović
Tibor Halilović (Zagreb,  18. ožujka 1995.) hrvatski je nogometaš koji igra na poziciji veznog igrača. Trenutačno igra za iranski klub Tractor. Rođak je Alena Halilovića.

## Priznanja

### Klupska
Rijeka
- Hrvatski nogometni kup (2): 2018./19., 2019./20.

Dinamo Zagreb
- HNL (1): 2023./24.
- Hrvatski nogometni kup (1): 2023./24.

## Vanjske poveznice
- 90minut.pl
- Soccerway
- Statistics Football
- Sportnet  Arhivirana inačica izvorne stranice od 9. ožujka 2021. (Wayback Machine)
- Statistike hrvatskog nogometa
- Transfermarkt
- Weltfussball